# 赫爾薇爾

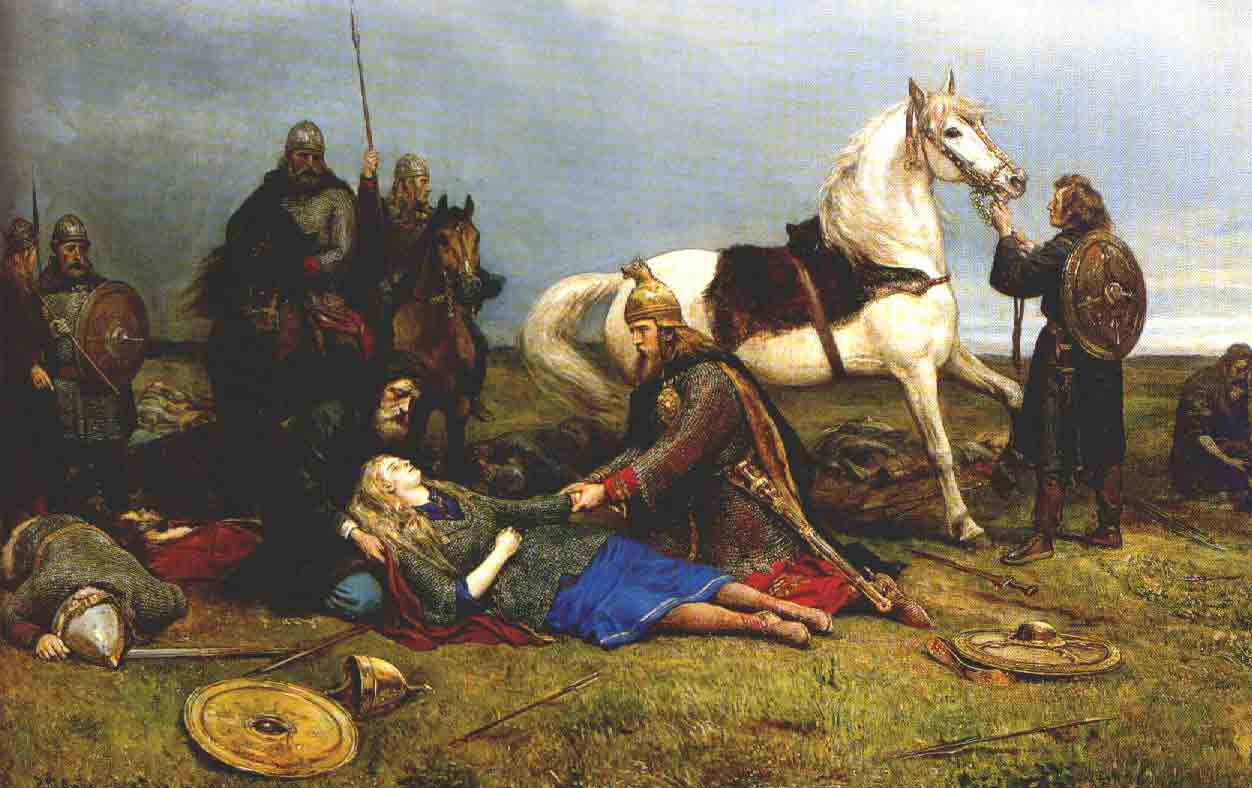
在哥德匈人會戰後瀕死的盾女小赫爾薇爾，由挪威畫家彼得·尼古拉·阿波所繪。

赫爾薇爾是在赫爾薇爾與霍里克氏族的薩迦中出現的兩位女性角色之名，首見於老埃達中講述魔劍提爾鋒輪迴的部分。 
赫爾維爾是一位海盜，她從父亲安根提尔的墓穴中取得魔劍提爾鋒，並生下了日後的哥德之王赫德雷克。而赫德雷克之女小赫爾維爾，則是以盾女的身分參與了對抗匈人的戰役。一些學者認為這兩位赫爾維爾可能是同源人物。
此外，北歐神話名匠沃伦德之妻，是一位名叫赫爾薇爾·艾薇提兒的女武神，相關的故事被記載在沃倫德之歌中。

## 赫爾薇爾，安根提爾之女

### 童年經歷
赫爾薇爾的父親是魔劍提爾鋒持有者狂戰士安根提爾，在赫爾薇爾出生前已命喪於與瑞典英雄亞爾馬的決鬥中，他與戰死的兄弟們被一同埋葬在海島上。赫爾薇爾的母親斯瓦哈則是比亞特瑪爾（Bjartmar）伯爵之女，伯爵在亞倫格林戰死後便將母女倆接回來照料。
自小，赫爾薇爾便與其他女孩不同。又高又壯的她自學劍術、弓術和馬術等男孩子的技能，然而這些嗜好給她帶來了麻煩。一次為了躲避查緝她遁入樹林之中，並襲擊往來行旅奪取財物，伯爵知道此事後將她帶回家。然而百無聊賴的她不久後告別祖父，决心出海尋找魔劍提爾鋒的下落。

### 召喚死者

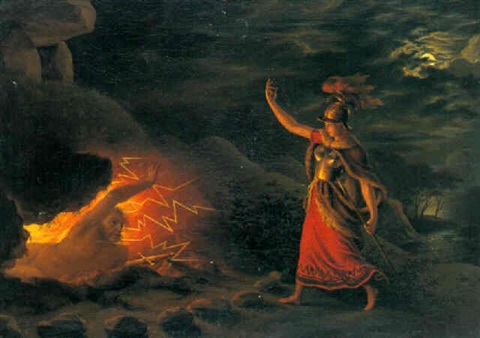
赫爾薇爾呼喚安根提爾的亡魂以索取魔劍提爾鋒。

赫爾薇爾化名「赫瓦德」（Hjörvard，男性名）加入一群維京海盜，並在原首領過世後接管了船隊。在經歷航行後，她的船隊終於來到了薩姆斯島的穆納瓦格島，她撇下了害怕的船員們獨自登上鬧鬼的島嶼。夜晚，在當地牧羊人的指引下，她看到了墳塚上熠熠生輝的鬼火，無懼的赫爾薇爾走向其中最大的一个，以響亮的聲音呼喚父親的亡魂。 赫爾薇爾宣稱自己作為安根提爾的女兒，有權合法繼承他的魔劍。她也以同樣的方式脅迫她的叔叔們現身。
在不得已下，安根提爾的魂魄打開墳墓顯現，告訴女兒魔劍的詛咒、預言她的子嗣將因詛咒受災，持劍者的部族必將被毀。赫爾薇爾並沒有因此退縮，反而更加強硬的要求取劍。經過一番激辯後，無奈的鬼魂最終交出了魔劍提爾鋒。
黎明時，得劍的赫爾薇爾回到岸邊，發現她的部下們全嚇得把船連夜開走了。她獨自找了一艘船前往葛萊斯維里爾（Glæsisvellir），並在那繼續用男性身分度過了冬天。

### 古德蒙的王廷
之後，赫爾薇爾以偽裝的身分效力於當地的國王古德蒙，並在一場板棋賽局中幫助後者得勝。然而在那場棋局中，一名貴族私自拿起了提爾鋒並拔出來比劃，赫爾薇爾奪過了劍並殺了那名冒失者。在古德蒙阻止手下追捕她後 ，逃離王宮的赫爾薇爾重拾舊業，重新回到海上。

### 安頓
在結束了漫長的海賊生涯後，赫爾薇爾回到了祖父比亞特瑪爾伯爵的住處。在那裏她將時間投入在縫紉和刺繡上，表現的與其他居家女孩一樣。
稍後，赫爾薇爾接受了古德蒙之子霍鋒德（Höfund）的求婚。 古德蒙王安排了一場盛大的婚禮，並將王國交給了這對年輕的夫妻。他們的婚姻幸福美滿並生下了兩個兒子，赫爾薇爾以父親的名字將長子命名為安根提爾，次子則得名赫德雷克。
然而魔劍的詛咒使鬼魂的預言成真，赫德雷克不幸在一場爭執中殺死了兄長。在送別被放逐的次子之時，赫爾維爾正式將魔劍交付與他，使提爾鋒的故事繼續下去。

## 小赫爾薇爾，赫德里克之女
赫德雷克的女兒小赫爾薇爾承襲了祖母之名，身為盾女的她是一座哥德軍要塞的指揮官，該駐地面向一座茂密的黑森林，地處哥德軍與匈人部隊交界的前沿。在一場敵我懸殊的惡戰中，小赫爾薇爾儘管率軍奮戰，在受了重傷後她仍不支倒下。她的養父奧馬爾（Ormar）向赫德雷克之子，小赫爾薇爾的兄弟安根提爾王報告此事時，他嘆道：
|  | 我從南方前來，向您傳達以下訊息。茂密的森林徹底被焚毀，我們的戰士倒下並死去，哥特人的土地上沾滿了鮮血。 您最崇高的戰士都已在戰場上逝世。赫德雷克王的女兒被劍所傷，她的身軀傾倒、頭顱低垂。您的姐姐赫爾薇爾現已不在，匈人的屍骸已成其棺。 噢，那女孩自信又靈敏的步伐！當她揮舞著矛與劍之時 ，已步步高升到她的應許之地，那在英靈殿中的新娘席位！ |

安根提爾王聽畢，露出苦笑欲言又止，最后他開口：
|  | 他們對妳施加的血腥計謀竟是如此殘酷，我的姊妹。（Unbrotherly the bloody game they played with you,excellent sister.） |

（页面存档备份，存于）